# Membrii grupului Partidului Popular European (PPE) 2019-2024
Articol principal: Partidul Popular European

Mai jos redăm lista europarlamentarilor din grupul Partidului Popular European, în mandatul 2019 - 2024. Cei din afara listei (nenumerotați) vor intra în Parlamentul European după Brexit. (În dreptul lor scrie: intră după Brexit.) În prezent sunt 179 de membri PPE, iar după Brexit vor fi 185.

## Austria

### Partidul Popular Austriac
1. Othmar Karas
2. Karoline Edtstadler
3. Angelika Winzig
4. Simone Schmidtbauer
5. Lukas Mandl
6. Barbara Thaler
7. Alexander Bernhuber

## Belgia

### Creștin Democrat și Flamand
1. Kris Peeters
2. Cindy Franssen

### Centrul Umanist Democrat
1. Benoît Lutgen

### Partidul Creștin Social (Belgia)
1. Pascal Arimont

## Bulgaria

### Cetățenii pentru Dezvoltare Europeană
1. Andrey Kovatchev
2. Andrey Novakov
3. Eva Maydell
4. Asim Ademov
5. Alexander Yordanov Uniunea Forțelor Democrate (Bulgaria)-SDS
6. Lilyana Pavlova[1]

### Partidul Democrat
1. Radan Kanev

## Croația

### Uniunea Democrată Croată
1. Karlo Ressler
2. Dubravka Šuica
3. Tomislav Sokol
4. Željana Zovko

## Cipru

### Adunarea Democrată
1. Loukas Fourlas
2. Lefteris Christoforou

## Republica Cehă

### TOP 09 – Primari și Independenți
1. Luděk Niedermayer
2. Jiří Pospíšil
3. Stanislav Polčák (STAN)

### Uniunea Creștină și Democrată - Partidul Popular Cehoslovac
1. Tomáš Zdechovský
2. Michaela Šojdrová

## Danemarca

### Partidul Popular Conservator
1. Pernille Weiss

## Estonia

### Uniunea Pro Patria și Res Publica
- Riho Terras(intră după Brexit)

## Finlanda

### Partidul Coaliția Națională
1. Sirpa Pietikäinen
2. Petri Sarvamaa
3. Henna Virkkunen

## Franța

### Republicanii
1. François-Xavier Bellamy
2. Agnès Evren
3. Arnaud Danjean
4. Nadine Morano
5. Brice Hortefeux
6. Nathalie Colin-Oesterlé (Centriștii)
7. Geoffroy Didier
8. Anne Sander

## Germania

### Uniunea Creștin-Democrată (Germania)(CDU)
1. Hildegard Bentele
2. Stefan Berger
3. Daniel Caspary
4. Lena Düpont
5. Jan Christian Ehler
6. Michael Gahler
7. Jens Gieseke
8. Niclas Herbst
9. Peter Jahr
10. Peter Liese
11. Norbert Lins
12. David McAllister
13. Markus Pieper
14. Dennis Radtke
15. Christine Schneider
16. Sven Schulze
17. Andreas Schwab
18. Ralf Seekatz
19. Sven Simon
20. Sabine Verheyen
21. Axel Voss
22. Marion Walsmann
23. Rainer Wieland

## Grecia

### Noua Democrație
1. Stelios Kympouropoulos
2. Vangelis Meimarakis
3. Maria Spyraki
4. Eliza Vozemberg
5. Manolis Kefalogiannis
6. Anna Asimakopoulou
7. Giorgos Kyrtsos
8. Theodoros Zagorakis

## Irlanda

### Fine Gael(Clanul Gaelilor/Celților)
1. Frances Fitzgerald
2. Seán Kelly
3. Mairead McGuinness
4. Maria Walsh

- Deirdre Clune(intră după Brexit)

## Italia

### Forza Italia (partid politic)(Hai Italia)
1. Silvio Berlusconi[2]
2. Salvatore De Meo
3. Giuseppe Milazzo[3]
4. Aldo Patriciello
5. Massimiliano Salini
6. Antonio Tajani

- Fulvio Martusciello(intră după Brexit)[4]

### Partidul Popular Sud-Tirolez
1. Herbert Dorfmann

## Letonia

### Unitate
1. Sandra Kalniete
2. Arvils Ašeradens[5]

## Lituania

### Uniunea Patriei - Creștin-Democrații Lituanieni
1. Andrius Kubilius
2. Liudas Mažylis
3. Rasa Juknevičienė

### Ca independent
1. Aušra Maldeikienė

## Luxemburg

### Partidul Popular Social Creștin
1. Christophe Hansen
2. Isabel Wiseler-Santos Lima

## Malta

### Partidul Naționalist
1. Roberta Metsola
2. David Casa

## Olanda

### Apelul Creștin Democrat
1. Esther de Lange
2. Jeroen Lenaers
3. Tom Berendsen
4. Annie Schreijer-Pierik

### Uniunea Creștină - Partidul Reformat Politic
1. Peter van Dalen (Uniunea Creștină - CU]],

### 50Plus
1. Toine Manders

## Polonia

### Platforma Civică
1. Magdalena Adamowicz
2. Bartosz Arłukowicz
3. Jerzy Buzek
4. Jarosław Duda
5. Tomasz Frankowski
6. Andrzej Halicki
7. Danuta Hübner
8. Ewa Kopacz
9. Janusz Lewandowski
10. Elżbieta Łukacijewska
11. Janina Ochojska (independent)
12. Jan Olbrycht
13. Radosław Sikorski
14. Róża Thun

### Partidul Popular Polonez
1. Krzysztof Hetman
2. Adam Jarubas
3. Jarosław Kalinowski

## Portugalia

### Partidul Social Democrat
1. Paulo Rangel
2. Lidia Pereira
3. José Manuel Fernandes
4. Maria da Graça Carvalho
5. Álvaro Amaro
6. Cláudia Aguiar

### CDS – Partidul Popular
1. Nuno Melo

## România

### Partidul Național Liberal
1. Rareș Bogdan
2. Mircea Hava
3. Siegfried Mureșan
4. Vasile Blaga
5. Adina Vălean
6. Daniel Buda
7. Dan Motreanu
8. Gheorghe Falcă
9. Cristian Bușoi
10. Marian-Jean Marinescu

### Uniunea Democrată a Maghiarilor din România(UDMR)
1. Iuliu Winkler
2. Lóránt Vincze

### Partidul Mișcarea Populară
1. Traian Băsescu
2. Eugen Tomac

## Slovacia

### Mișcarea Creștin Democrată
1. Ivan Štefanec

- Miriam Lexmann(intră după Brexit)

### Oameni Obișnuiți
1. Peter Pollák

## Slovenia

### Partidul Democrat Sloven-Partidul Popular Sloven
1. Milan Zver
2. Romana Tomc
3. Franc Bogovič

### Partidul Popular Creștin -Noua Slovenie
1. Ljudmila Novak

## Spania

### Partidul Popular
1. Dolors Montserrat
2. Esteban González Pons
3. Antonio López-Istúriz White
4. Juan Ignacio Zoido
5. Pilar del Castillo
6. Javier Zarzalejos
7. José Manuel García-Margallo
8. Francisco José Millán Mon
9. Rosa Estaràs
10. Isabel Benjumea
11. Pablo Arias Echeverría
12. Leopoldo López Gil

- Gabriel Mato Adrover(intră după Brexit)

### Împreună pentru Catalonia - Împreună pentru Europa
1. Carles Puigdemont
2. Antoni Comín

- Clara Ponsatí i Obiols(intră după Brexit)

## Suedia

### Partidul Moderat
1. Tomas Tobé
2. Jessica Polfjärd
3. Jörgen Warborn
4. Arba Kokalari

### Creștin democrați
1. Sara Skyttedal
2. David Lega

## Ungaria

### Fidesz–Partidul Popular Creștin Democrat
1. László Trócsányi
2. József Szájer
3. Lívia Járóka
4. Tamás Deutsch
5. András Gyürk
6. Kinga Gál
7. György Hölvényi (KDNP)
8. Enikő Győri
9. Ádám Kósa
10. Andrea Bocskor
11. Andor Deli
12. Balázs Hidvéghi
13. Edina Tóth

### Jobbik
1. Márton Gyöngyösi